# احمدشاه رمضان
احمدشاه رمضان (زادهٔ ۱۹۶۹ میلادی-مزار شریف) سیاستمدار اهل افغانستان است. وی نمایندهٔ مردم بلخ در دوره شانزدهم مجلس نمایندگان بود و توانست در دوره هفدهم نیز از این حوزه به مجلس نمایندگان افغانستان، راه یابد.

## زندگی‌نامه
احمدشاه رمضان از قوم هزاره، متولد سال ۱۹۶۹ در مزار شریف، ولایت بلخ است. وی تحصیلات مدرسه‌ای خود را در لیسه/دبیرستان باختر ولایت بلخ به اتمام رساند و مدرک لیسانس خود را در رشته مهندسی/انجنیری از دانشگاه تاشکند کشور ازبکستان کسب نمود. وی پس از تحصیلات بیشتر فعالیت تجاری داشته است.

### سوء قصد
وی در ۲۳ اسد/مرداد ۱۳۹۲ در مسیر پلخمری - دوشی توسط مین جاده‌ای مورد حمله قرار گرفت و ۳ محافظ وی کشته و ۲ محافظ دیگر وی زخمی شدند. در این حمله به وی آسیبی نرسید.

## نمایندگی پارلمان

### دوره شانزدهم
وی در مجلس شانزدهم نمایندگان افغانستان عضو کمیسیون اقتصاد ملی بود.

### دوره هفدهم
احمدشاه رمضان در انتخابات مجلس افغانستان که در سال ۱۳۹۷ برگزار شده بود با کسب ۱۱٫۲۳۸ رأی از حوزه ولایت بلخ در جایگاه دوم قرار بگیرد و به دوره هفدهم مجلس نمایندگان افغانستان، راه یابد. احمدشاه رمضان در انتخابات هیئت اداری مجلس نمایندگان که در تاریخ ۱۱ سرطان/تیر ۱۳۹۸ برگزار شد، توانست با کسب ۱۱۹ رای به عنوان معاون دوم رئیس مجلس نمایندگان برای سال اول دوره هفدهم تقنینی انتخاب شود.

## دیگر فعالیت‌ها
دیگر فعالیت‌های ایشان:
- بیست سال تجارت
- عضو مجلس سنا در دوره پانزدهم شورای ملی